# Ferraris Artúr
Szabó-Ferraris Artúr (Előbb Ehrlich, majd örökbefogadás révén Szabó; Galowice, 1856. december 13. - Budapest, 1940.) genre- és arcképfestő.

## Élete
Állítólag nagyatyja magyar ember volt, de apja osztrák állampolgárrá lett, s művészi hajlamairól megpróbálta lebeszélni. Iskoláit Bécsben végezte, például Joseph Matthäus Aignernél.
Művészeti tanulmányait Párizsban folytatta, ahol Jean-Léon Gérôme és Jules Joseph Lefebvre voltak első mesterei. Paul Adolphe Marie Prosper Granier de Cassagnac feleségéről, illetve Ferdinand de Lessepsről és feleségéről készített portréival tűnt fel. Párizsban többek között a Salon des Artistes Francaisban is kiállított, illetve Charles Wilda osztrák orientalista festővel volt közös műterme.
A Lesseps család révén kirándulásokat tehetett Szudánba és Egyiptomba, ahol több keleti zsánerképet készített. Sok képe Amerikába vándorolt. Részt vett a Műcsarnok 1892-1893-as téli kiállításán. 1893 telén Budapesten telepedett le, majd magyar állampolgár lett. 1895-ben Bécsbe költözött. A magyar népéletben is talált témákat. Neves személyiségeket, köztük Jókai Mór, II. Vilmos, Ferenc József, Edward M. Shepard, Johann Schober, Carl Schurz, Felix M. Warburg portréit is megfestette.

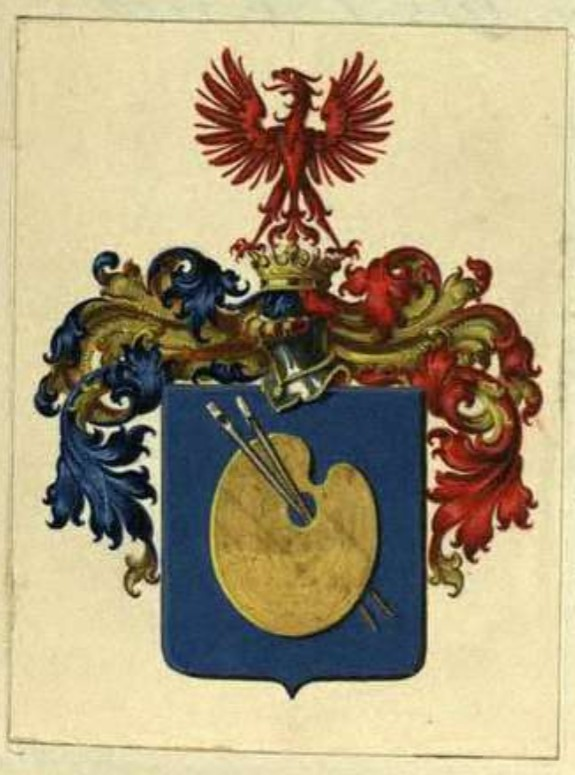
Ehrlich címere (1900)

Felvette a Szabó-Ferraris nevet, s a király 1900-ban magyar nemességet és a nemespanni előnevet adományozta számára. 1900-ban a Felvidéki Magyar Közművelődési Egyesület örökös tagja lett. 1914-ben a Magyar Általános Kőszénbánya Részvénytársulat megvásárolta 6600 holdas bánhida-sikvölgyi erdőbirtokát.
Lánya Margarethe Ferraris-Kohn (1903-1948) cseh-osztrák sportpilótanő volt, unokája Tom Karen brit autótervező. Másik lánya Lily 1917-ben 21 évesen Bécsben gázmérgezésben hunyt el.

## Művei

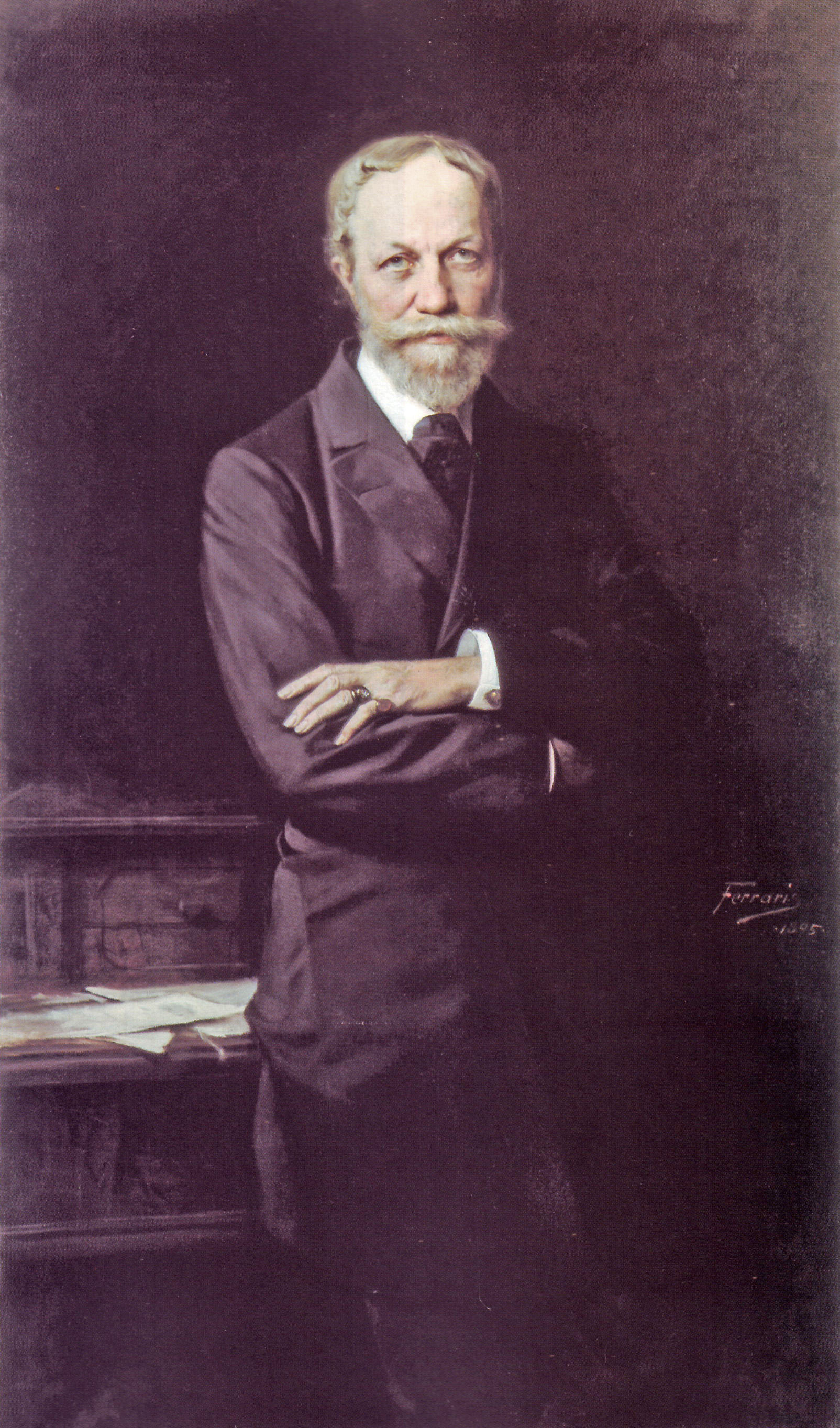
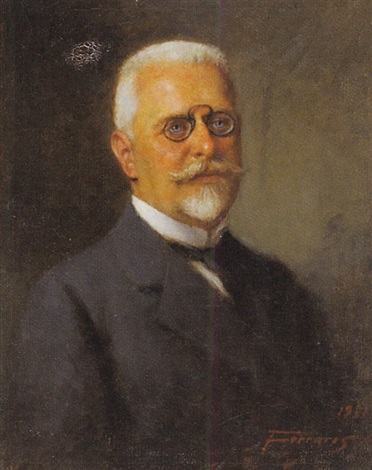
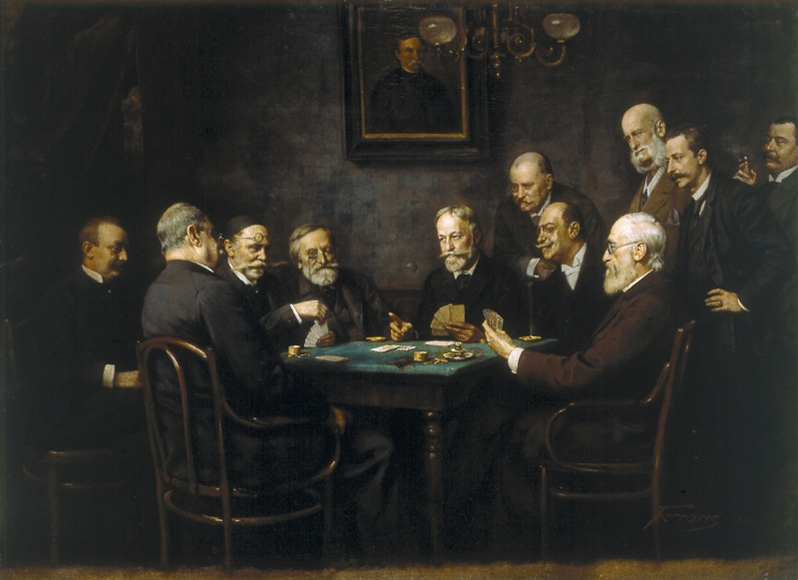
A történelmi tarokkparti (1893)
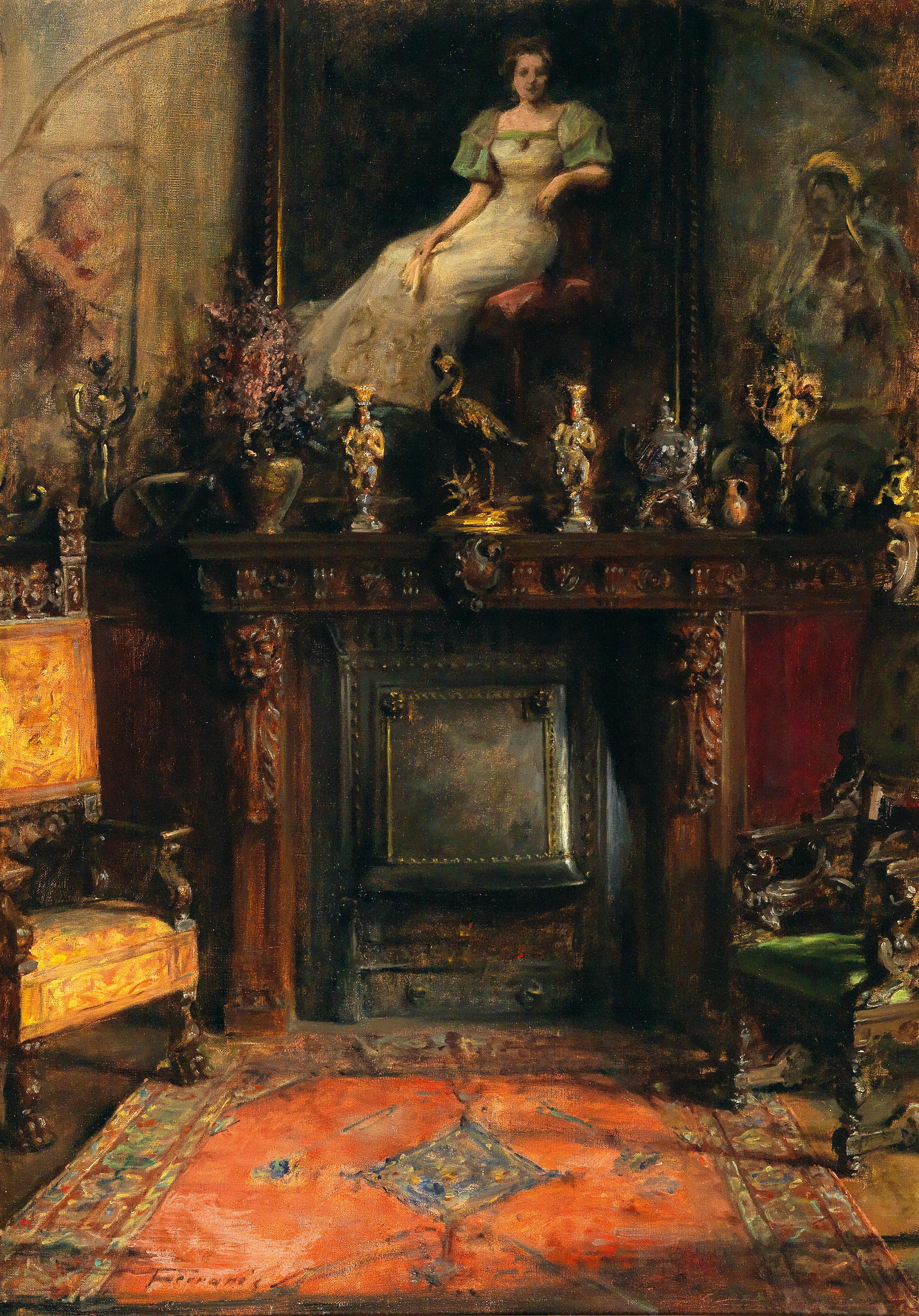
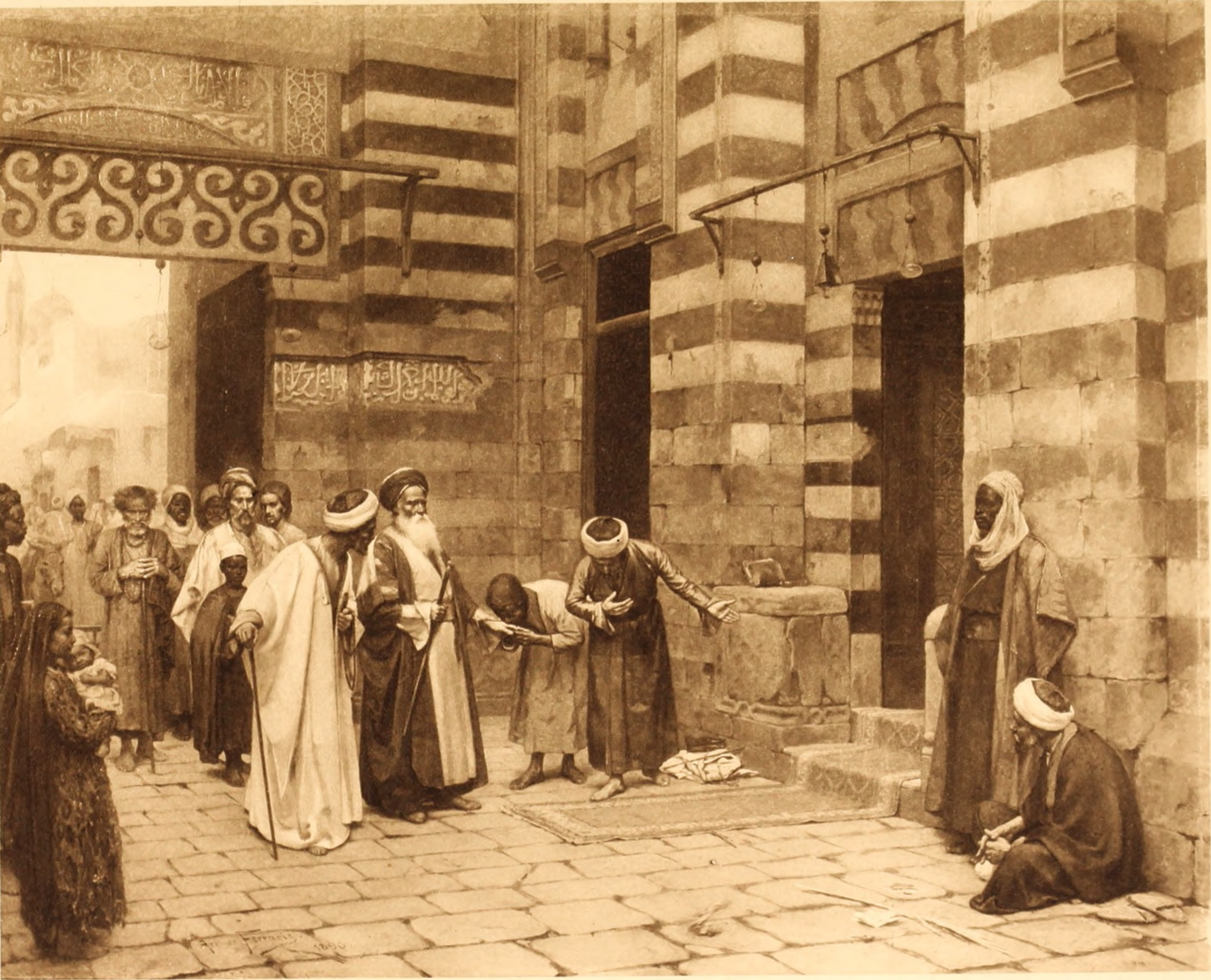
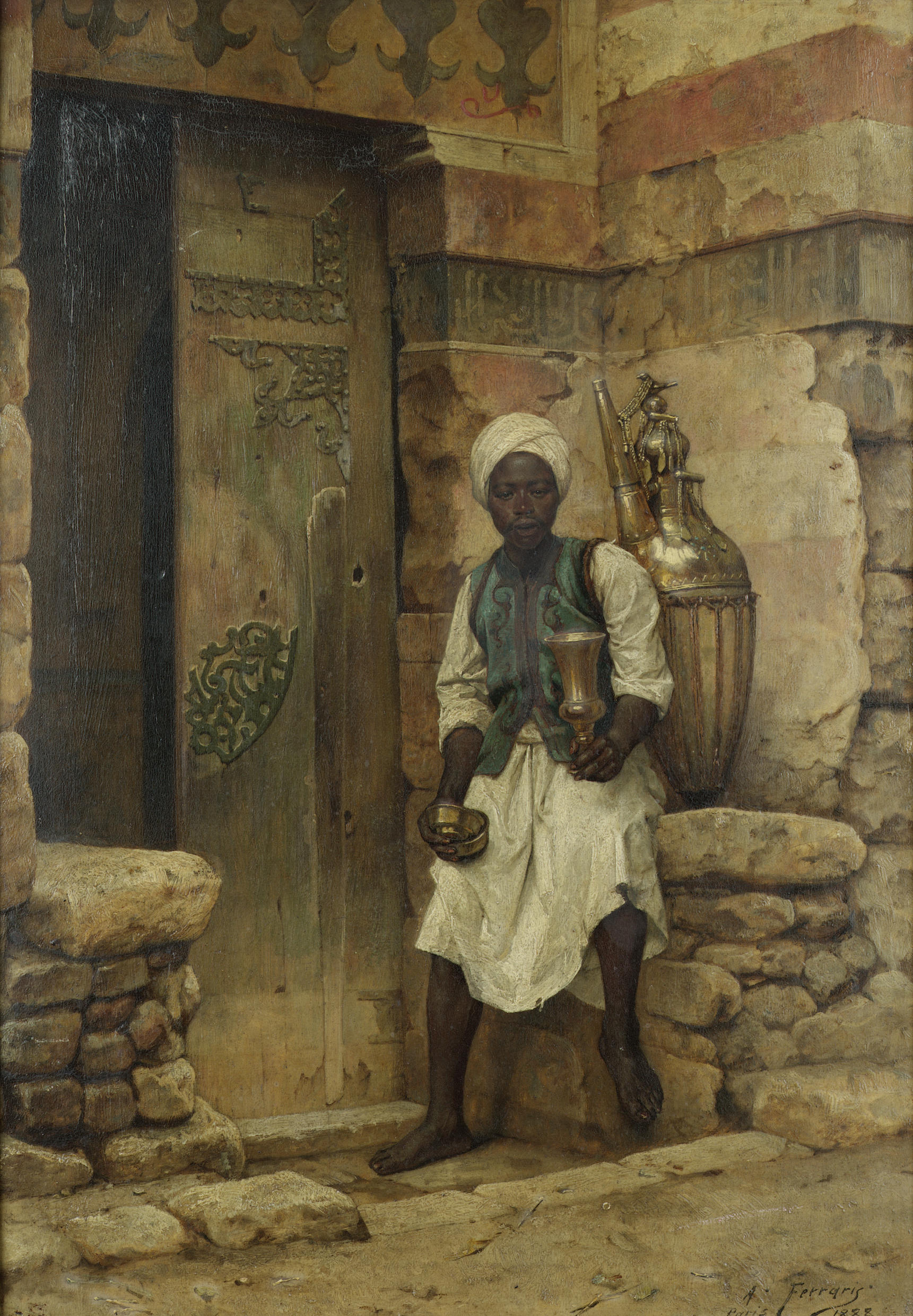
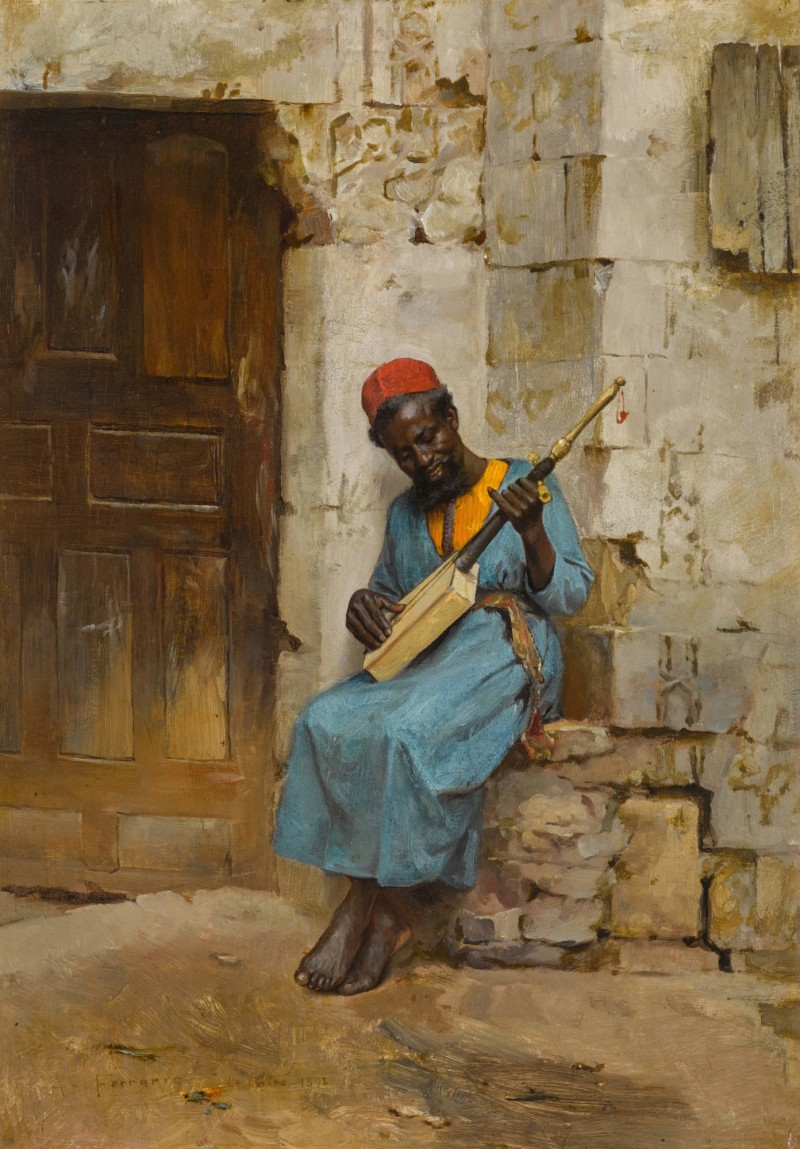
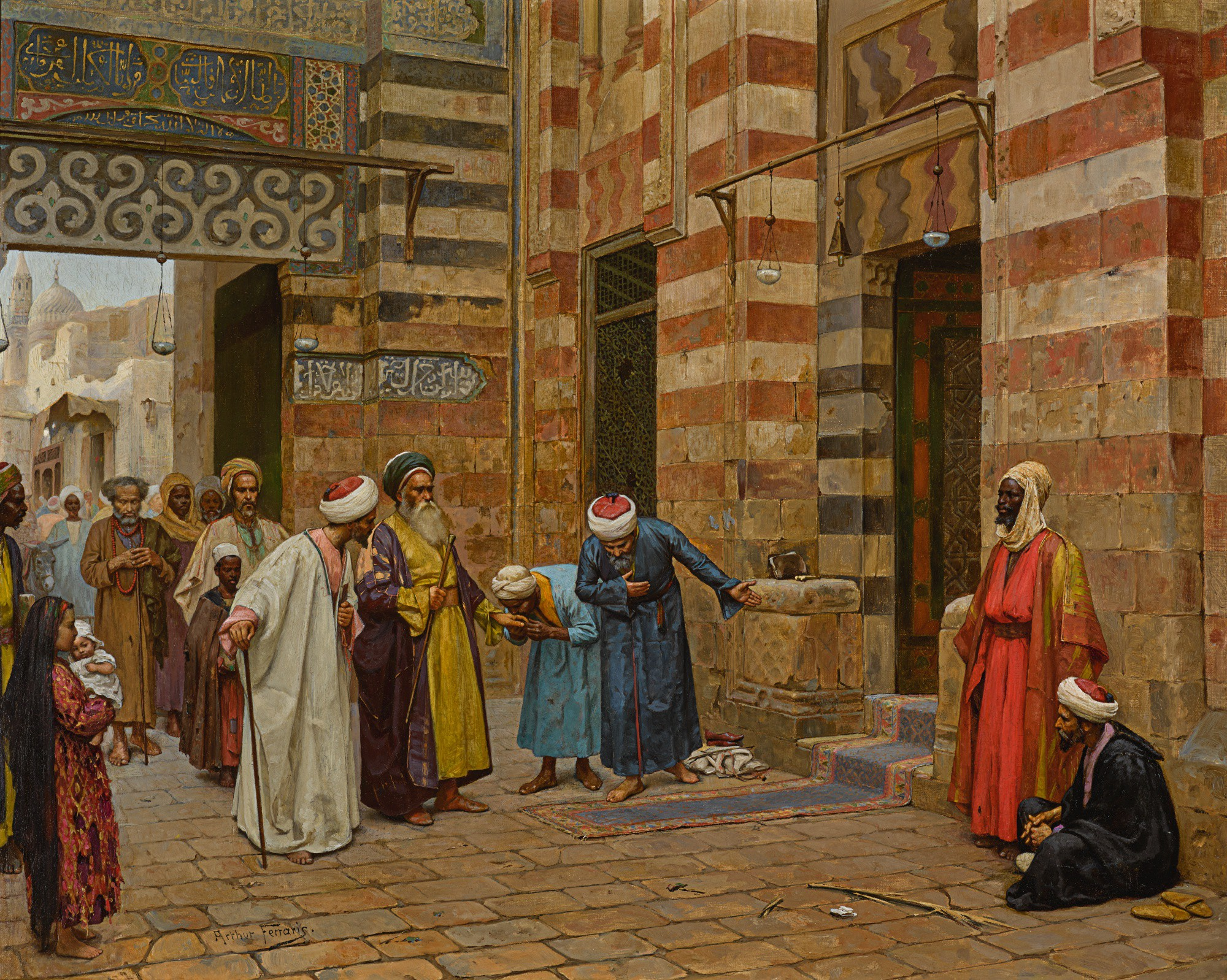
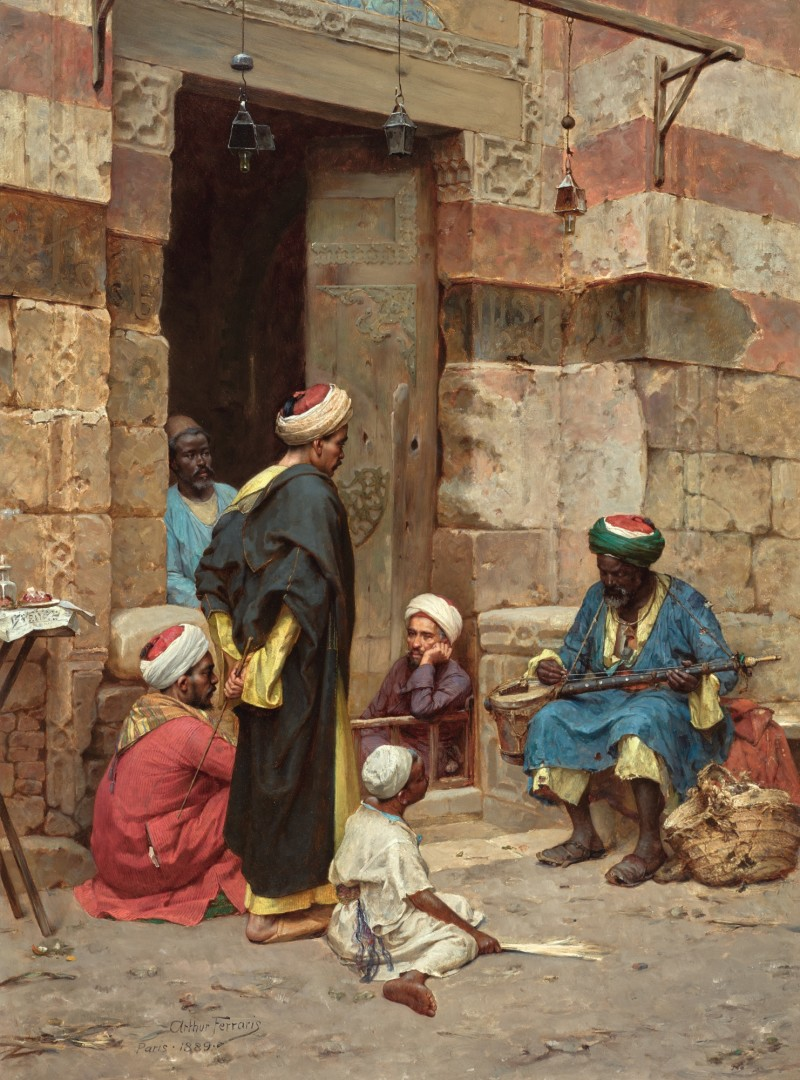
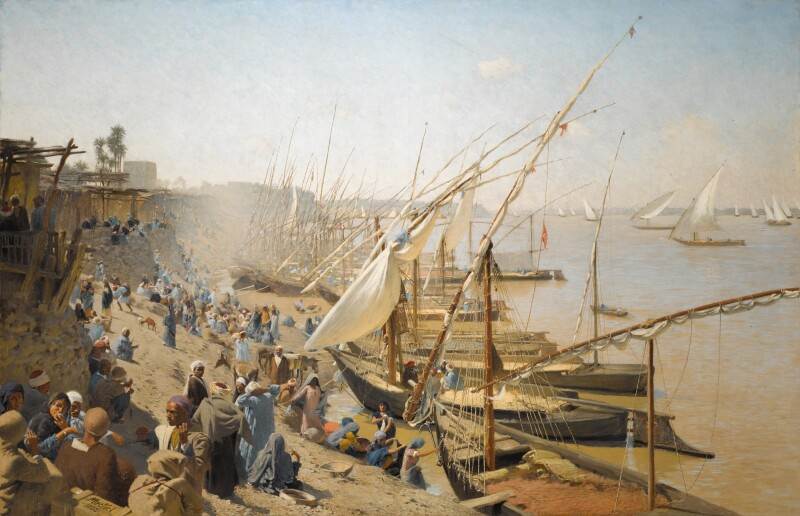
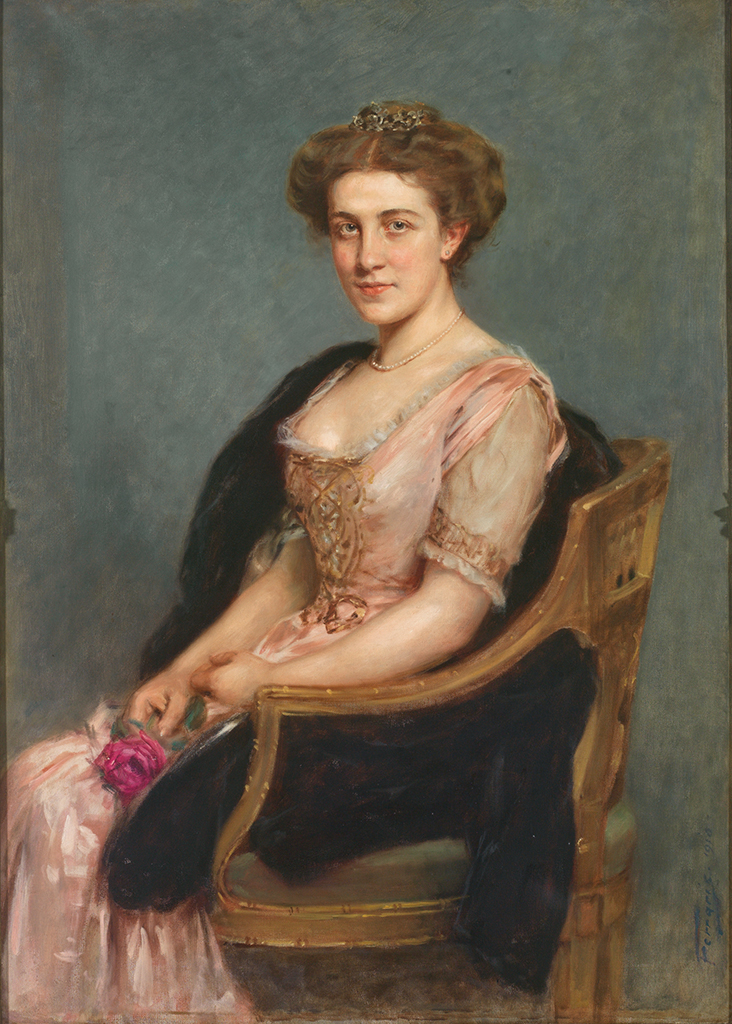
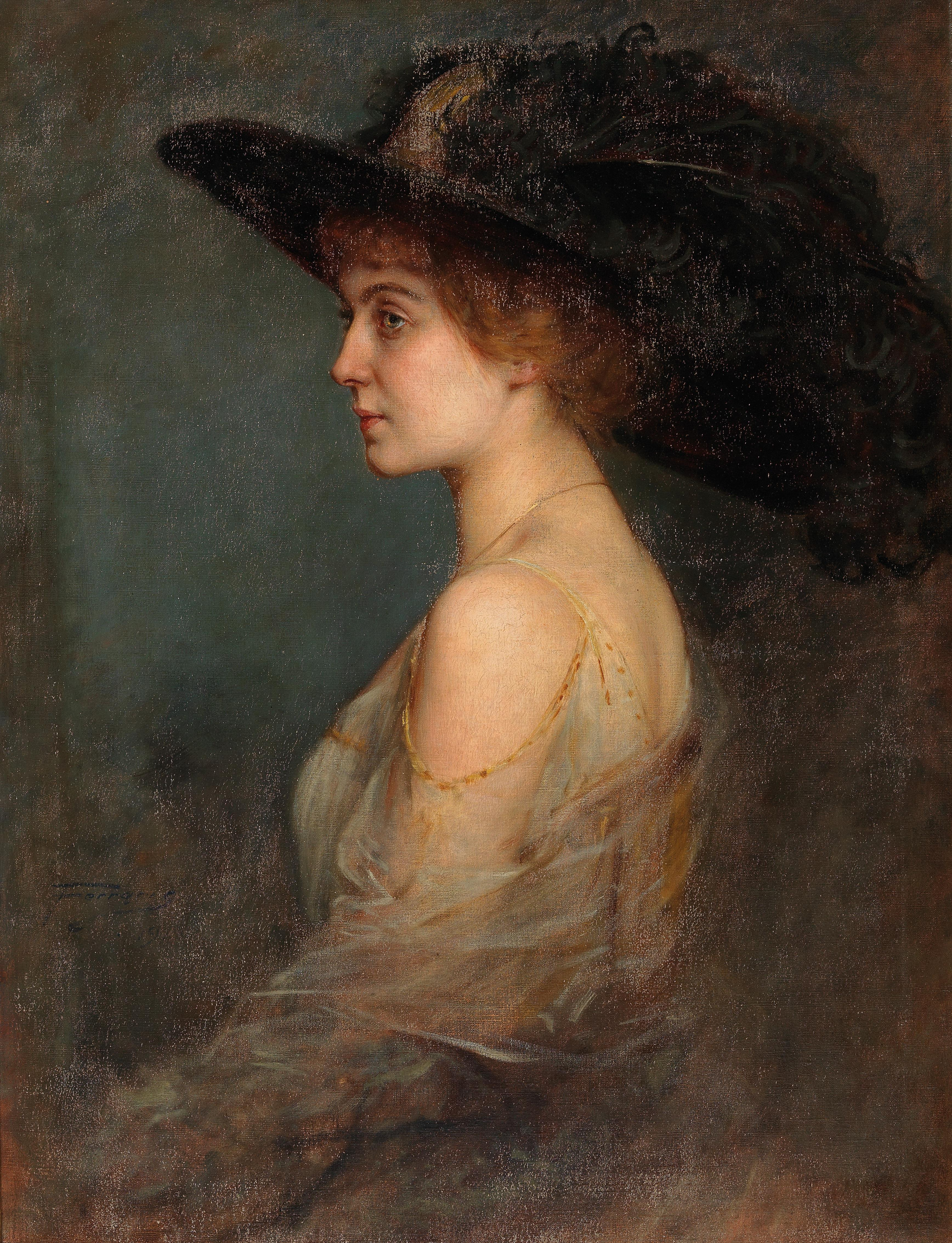
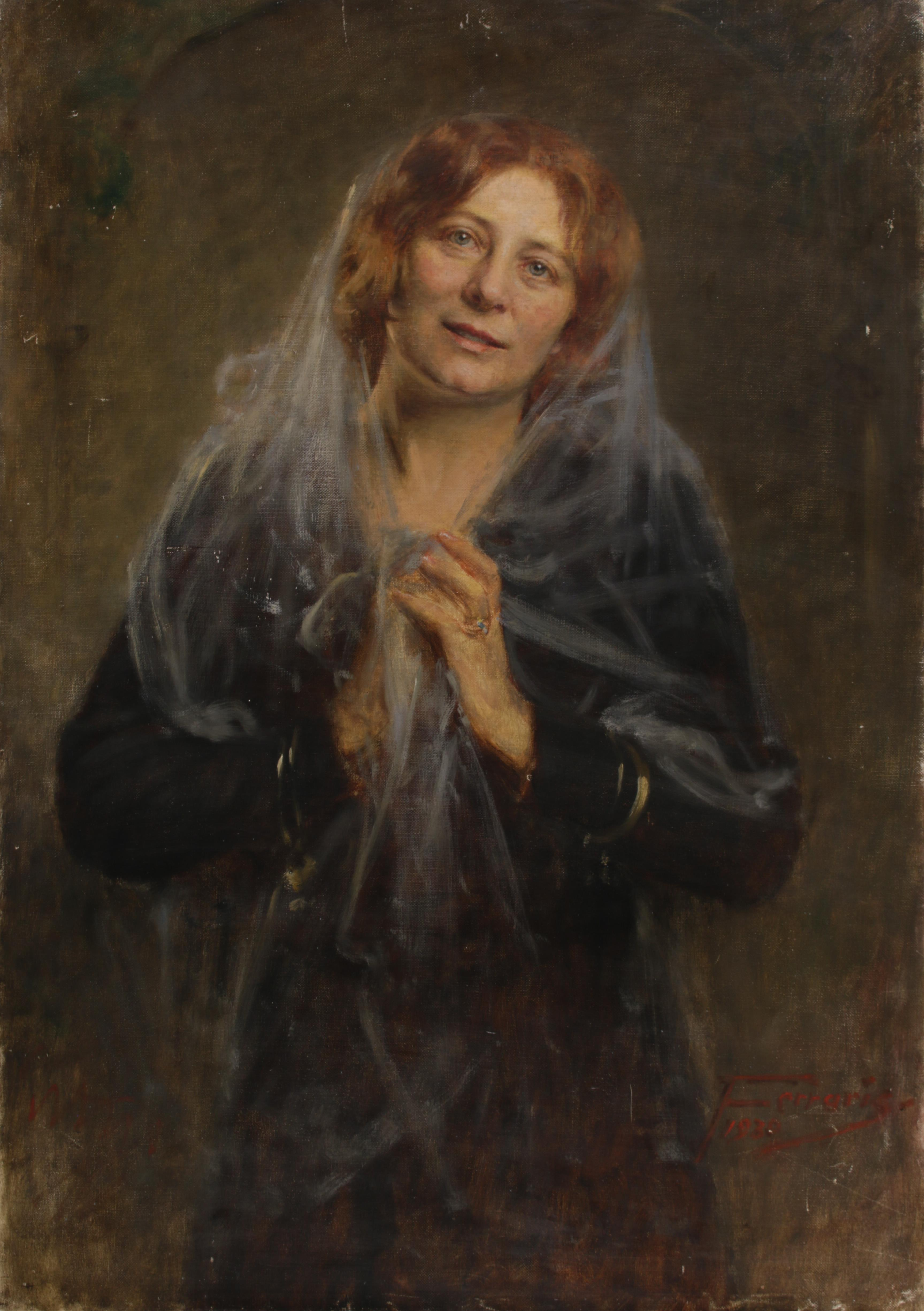
1930
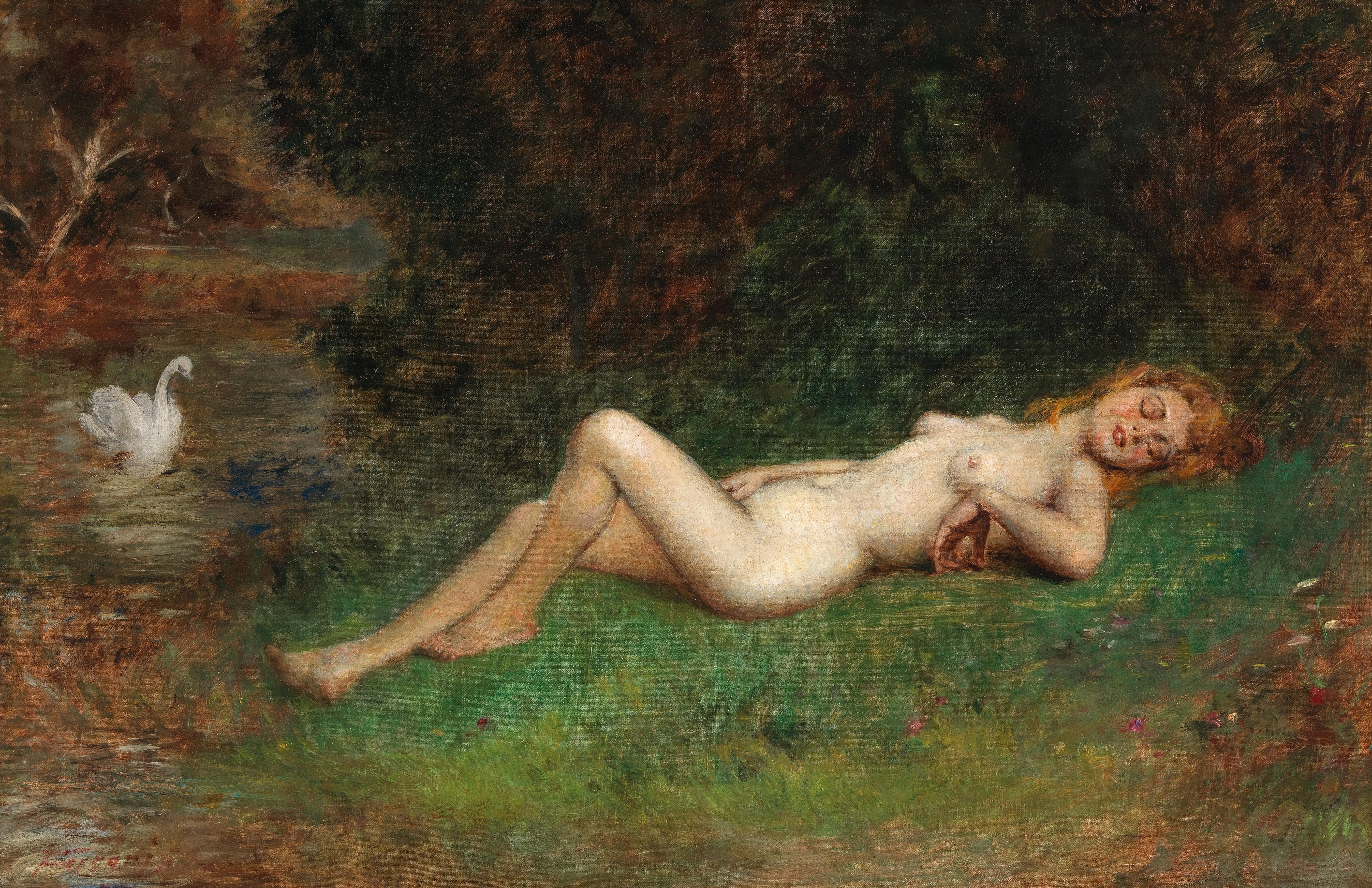
Léda és a hattyú

- Megkötött alku (Ferenc József 1894-ben megvásárolta a budai Királyi Palota gyűjteménye számára)
- 1901 Hugh Henry Hanna (1848-1920)
- 1903 John Davison Rockefeller, Sr. (Museum of the City of New York)
- 1910 Női portré
- 1922 Felix Moritz Warburg (1871-1937)